# (25914) Bair
(25914) Bair est un astéroïde de la ceinture principale.

## Description
(25914) Bair est un astéroïde de la ceinture principale. Il fut découvert le 2 février 2001 à la station Anderson Mesa par le programme LONEOS. Il présente une orbite caractérisée par un demi-grand axe de 2,56 UA, une excentricité de 0,24 et une inclinaison de 5,0° par rapport à l'écliptique.